# Majdan-Obleszcze
Majdan-Obleszcze (prononciation : [ˈmai̯dan ɔˈblɛʂt͡ʂɛ]) est un village polonais de la gmina de Szastarka dans le powiat de Kraśnik de la voïvodie de Lublin dans l'est de la Pologne.

## Histoire
De 1975 à 1998, le village est attaché administrativement à la voïvodie de Tarnobrzeg.

Depuis 1999, il fait partie de la voïvodie de Lublin.